# M4走廊
51°30′N 1°30′W / 51.5°N 1.5°W
M4走廊得名于其毗邻的英國M4高速公路（一条连接伦敦到南威尔士的高速公路）。它是很多大的科技公司的总部所在地，特别是在柏克夏和泰晤士谷。正是因为如此，它被描绘为英国的硅谷。
许多公司，像Cisco、微软、惠普和MCI都把他们的办公室建在那里。之所以把办公室建在那里是因为M4公路的交通發達，并且伦敦市區和倫敦希斯路機場都在它的沿线。